# Orquestra Académica Portuguesa
A Orquestra Académica Portuguesa (OAP) é uma orquestra amadora com sede em Lisboa. 
Foi criada em 2014 com o objetivo de dar a jovens estudantes e comunidade em geral a oportunidade de aliar os estudos à música, permitindo que continuem a desenvolver o seu percurso artístico num ambiente académico. A orquestra pretende também ter um papel ativo na comunidade universitária, promovendo a cultura através de concertos de repertório variado e, na sua maioria, de entrada gratuita.
A OAP é um projeto integrante da Associação Cultural Tecla Melódica, uma associação sem fins lucrativos com ofertas nos ramos da música e das línguas.

## Atividade | Lisboa

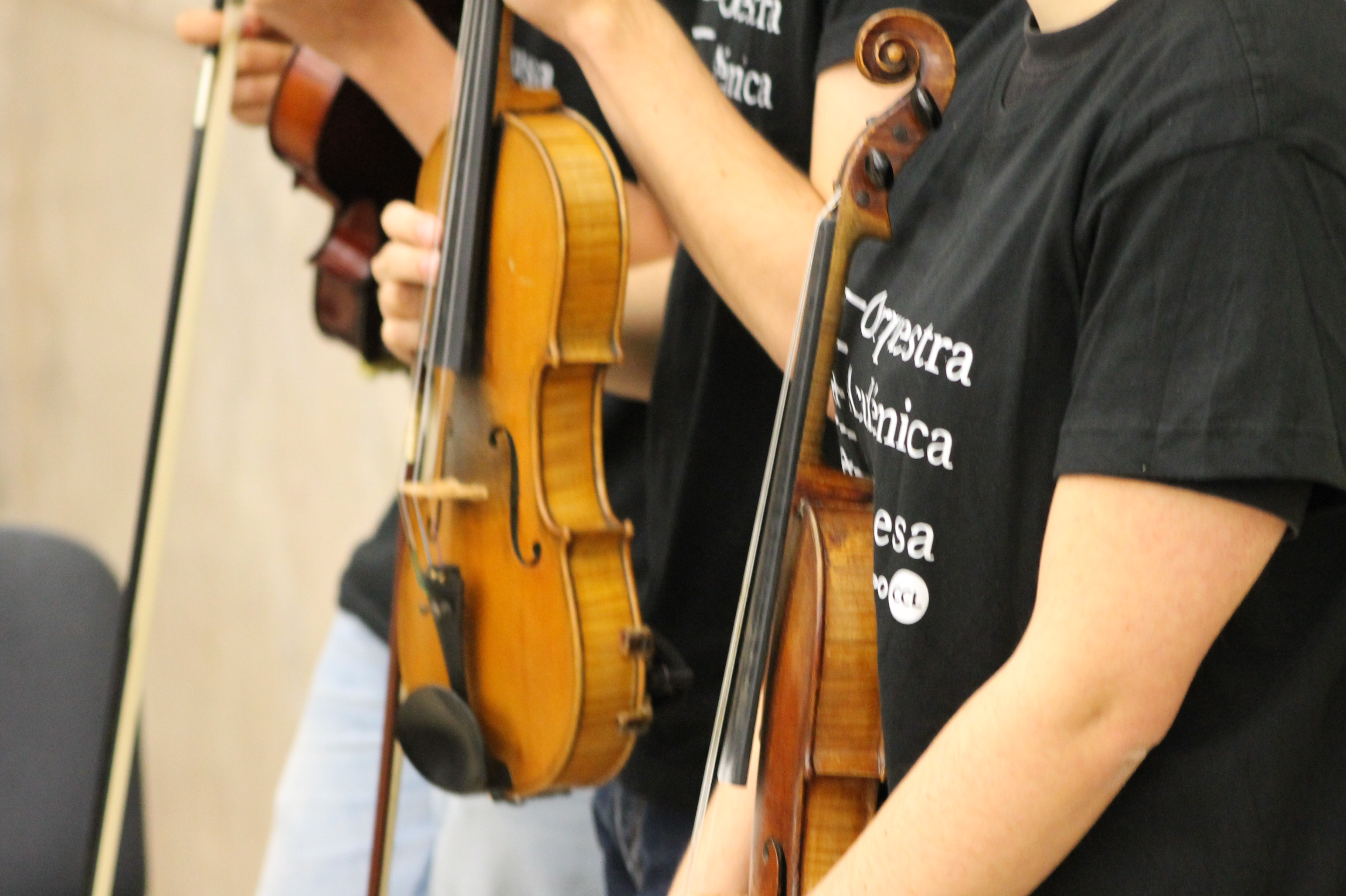
OAP Lisboa

A Orquestra Académica Portuguesa (OAP) foi criada em Lisboa em fevereiro de 2014 e registada oficialmente a 12 de março do mesmo ano. O seu primeiro concerto realizou-se a 4 de abril de 2014 no Instituto Superior de Economia e Gestão, sob a direção do maestro titular Diogo Ribeiro.
A orquestra funciona principalmente como orquestra sinfónica, mas promove desde a sua criação diversos conjuntos de câmara que contam já com apresentações em eventos na Casa dos Açores, no Casino Estoril, entre outras. 

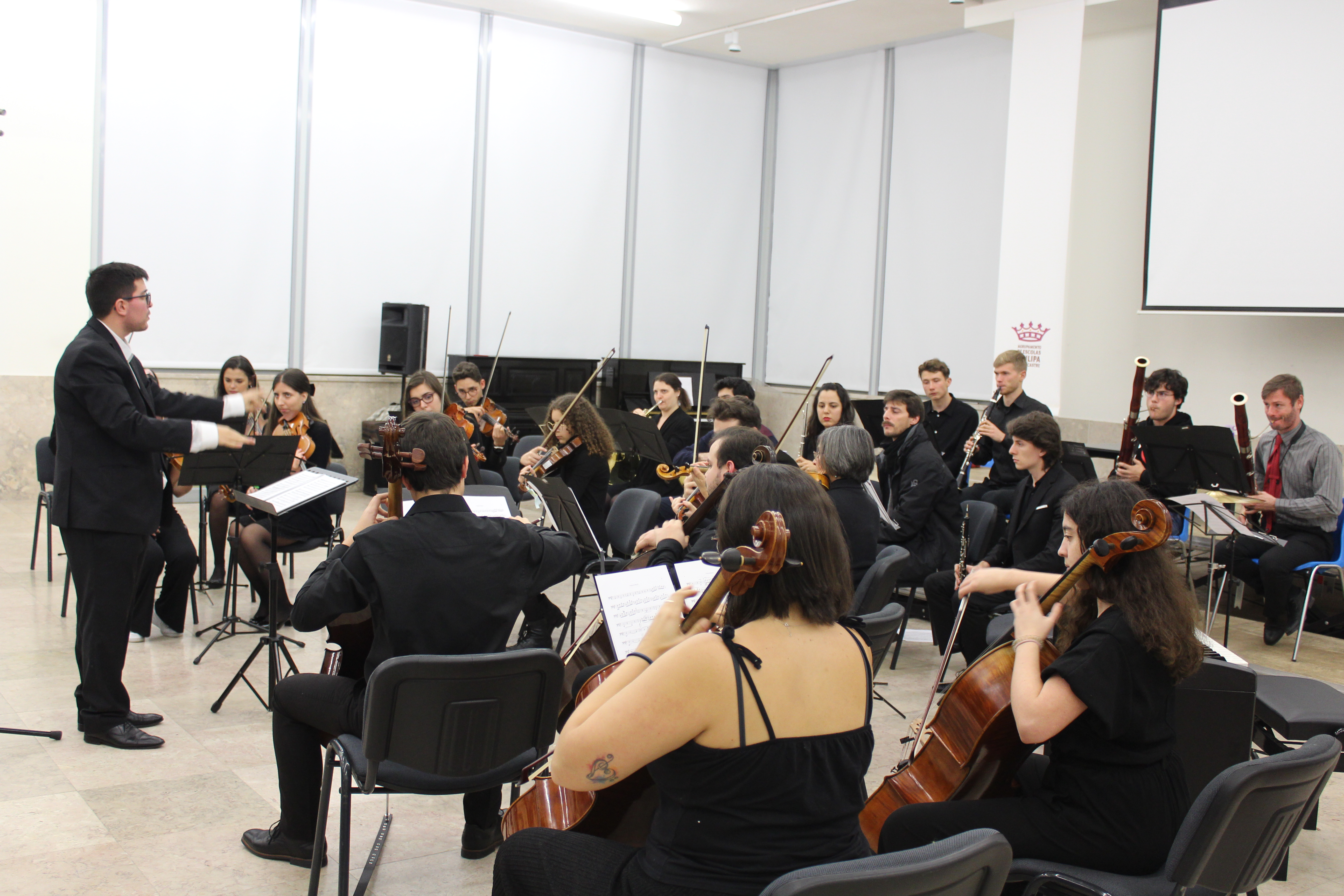
Concerto da Orquestra Académica Portuguesa, 2020

Em 2015, a OAP passou a integrar a Federação Internacional de Orquestras Amadoras.
Em 2016, a OAP estabeleceu uma parceria com a Escola Secundária D. Filipa de Lencastre, passando a realizar concertos mensais que incluíam obras de orquestra sinfónica e conjuntos de câmara. 
Em julho de 2017, organizou o primeiro Estágio de Orquestra em Lisboa, em que foram trabalhadas obras de Mozart, Koman e Zimmer.
Em abril 2019, a OAP realizou dois concertos em colaboração com o coro Organum Vocale, sob a direção do maestro Frederico Costa, tendo interpretado duas cantatas completas de Johann Sebastian Bach: Christ Lag in Todesbanden e Nach Dir, Herr, Verlanget Mich. Em dezembro de 2019, apresentou-se novamente numa colaboração com o mesmo coro, tendo interpretado a obra Ode for the Birthday of Queen Anne, de Handel. 

### Maestros Titulares
- Diogo Ribeiro (2014 – 2019)
- Rodrigo Cardoso (2019 – 2020)
- António Novais (2020 – presente)

### Músicos
A orquestra é atualmente composta por cerca de 50 músicos, na sua maioria jovens estudantes que, apesar de terem seguido estudos em diversas áreas, procuram um local onde possam continuar a tocar o seu instrumento e a partilhar o seu gosto pela música. 

## Atividade | Porto

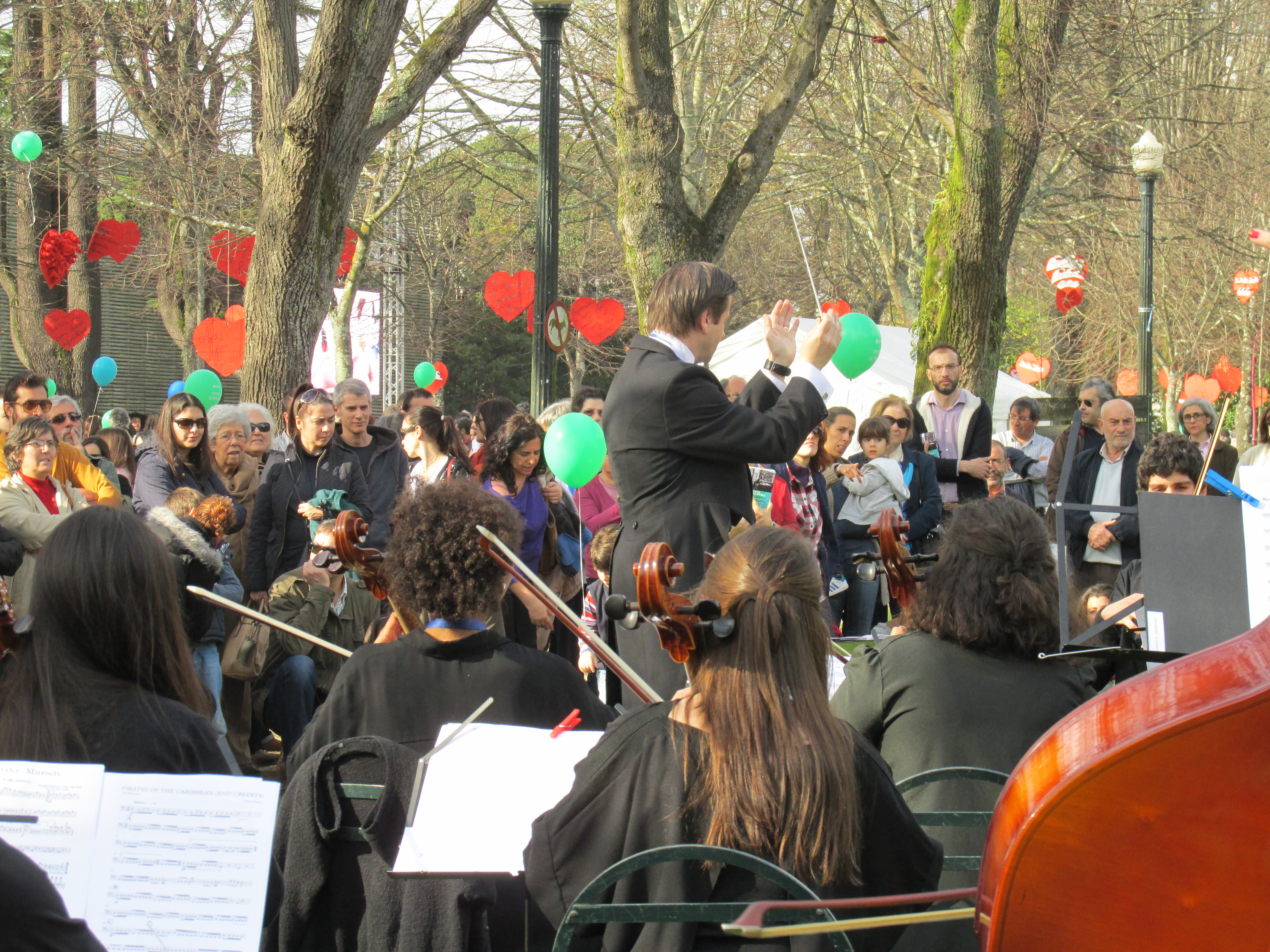
Atuação da Orquestra Académica Portuguesa no evento "Poesia em Sophia"

Em julho de 2014, o projeto estendeu-se também à cidade do Porto, tendo realizado a sua primeira apresentação a 23 de novembro, na Igreja da Nossa Senhora da Conceição, sob a direção do maestro Salvador Silva. Nesse concerto contou com a colaboração do Coro do Centro de Estudos Musicais da Maia. 
Em janeiro de 2015, participou no Ciclo de Orquestras que decorreu no Fórum da Maia.  
No mesmo ano, participou no evento “Poesia em Sophia” organizado pela Fundação Inatel, em celebração do Dia Mundial da Poesia.  
No início de 2016, a OAP cessou a sua atividade no Porto, após uma última apresentação no Concerto Solidário de Natal organizado pelo Externato Ribadouro e pelo Externato Camões, e que decorreu na Casa da Música.

## Estágios de Orquestra

### Edição 2017
A Orquestra Académica Portuguesa organizou o seu primeiro estágio de orquestra no verão de 2017, na cidade de Lisboa.
Durante o estágio foram trabalhadas obras de Mozart, Koman e Zimmer, sob a direção do maestro titular Diogo Ribeiro. O concerto final realizou-se no auditório da Escola Secundária D. Filipa de Lencastre.

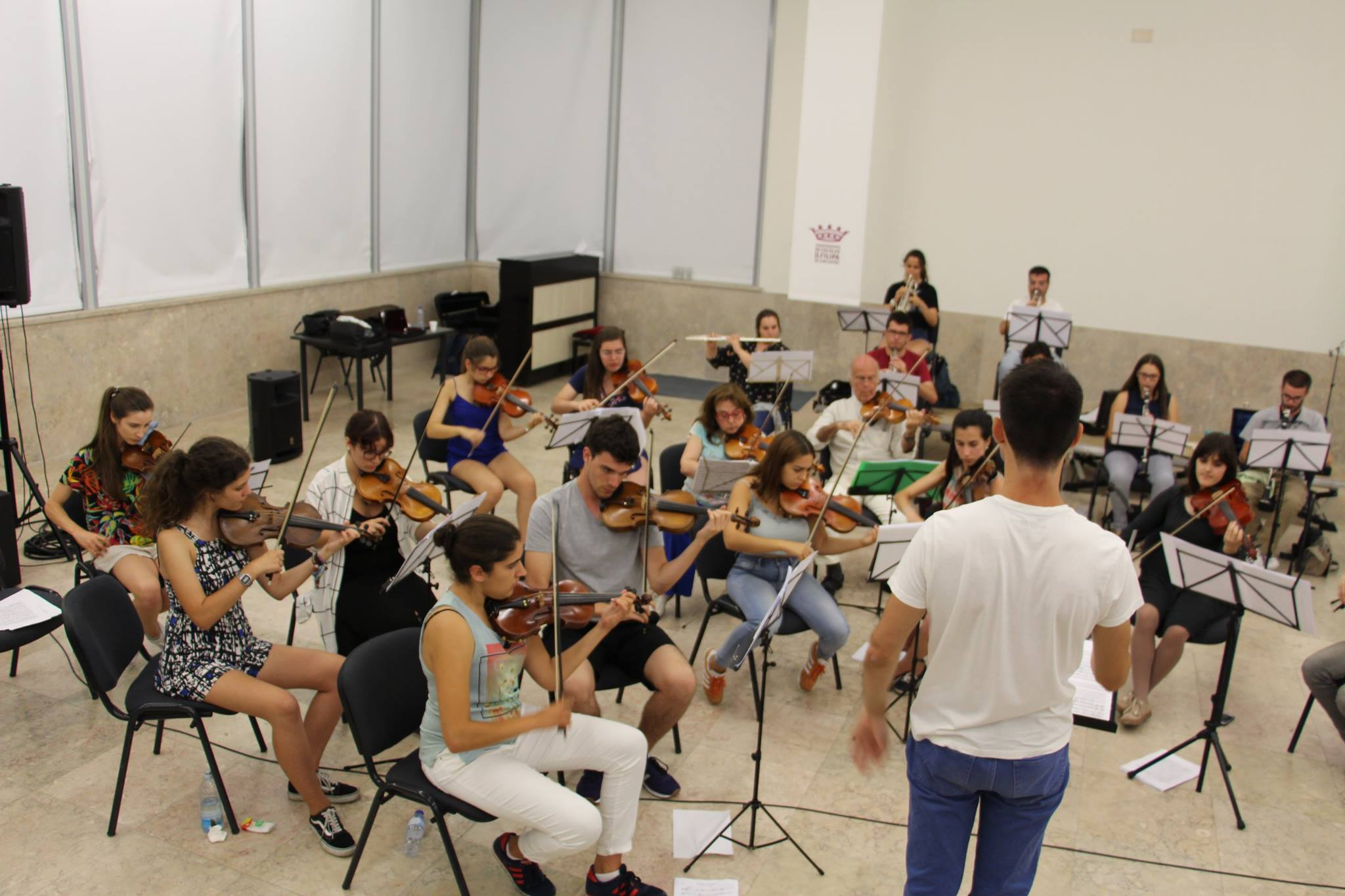
Ensaio durante o I Estágio de Orquestra organizado pela OAP

## Coro Académico Português
Em 2015, foi criado um coro como complemento à orquestra, o Coro Académico Português, que ainda mantém a sua atividade em Lisboa através da realização de concertos Acapella ou em colaborações com a Orquestra Académica Portuguesa, o coro Organum Vocale ou o Coro da Associação de Amigos da Escola de Música do Conservatório Nacional. Em 2020, era composto por cerca de 20 coralistas, sob a direção do maestro titular António Novais.